# Hernando de Soto
Hernando de Soto (ur. 1496 lub 1500, zm. 21 maja 1542) – hiszpański żeglarz, odkrywca i konkwistador, pierwszy Europejczyk, który zbadał Florydę.
Urodził się w Hiszpanii, jako drugi syn hiszpańskiego hidalgo – szlachcica i rycerza. Do 14. roku życia pobierał nauki, ale porzucił szkołę, by w 1514 wyruszyć na swą pierwszą wyprawę.

## Kalendarium życia i odkryć
- 1514 – jako nastolatek przyłączył się do wyprawy Pedro Arias Dávilii do Indii Zachodnich, jak nazywano wówczas ziemie odkryte przez Krzysztofa Kolumba. Podczas tej wyprawy dał się poznać jako doskonały strateg i taktyk oraz dzielny żołnierz. Zdołał również zgromadzić spory majątek.
- 1519 – przyłącza się do kolejnych wypraw na teren obecnej Panamy
- 1524 – przyłącza się do wyprawy Francisco de Cordoby, następnie osiada w Nikaragui i angażuje się w handel niewolnikami, zdobywając na tym procederze znaczny majątek[3]
- 1530 – 1536 – Francisco Pizarro rekrutuje de Soto na wyprawę do Peru. W czasie tej wyprawy podbito imperium Inków.
- 1532 – de Soto dowodzi oddziałem w bitwie pod Cajamarca, w której inkaski wódz Atahualpa został pojmany. Hiszpanie zażądali wówczas pełnej komnaty indiańskich precjozów ze złota za jego uwolnienie. Część okupu zwiększyła majątek Hernando de Soto.
- 1536 – powraca do Hiszpanii, poślubia Isabel de Bobadilla. Staje przed obliczem króla, zdając relację z wyprawy Pizarra. Uzyskał wówczas prawa do dalszych podbojów w imię hiszpańskiej monarchii.
- 1537 – otrzymuje tytuł gubernatora Kuby
- 1539 – zorganizował wielką wyprawę w celu podboju Florydy, która w świetle ówczesnej wiedzy geograficznej równoznaczna była z większością kontynentu Ameryki Północnej na północ od Meksyku. W skład wyprawy wchodziło ponad 600 żołnierzy, duchownych i poszukiwaczy skarbów, zebranych na pokładach 10 statków. 30 maja 1539 r. wyprawa wylądowała w okolicach współczesnego miasta Bradenton (Tampa Bay) na Florydzie. Przez kolejne cztery lata wyprawa de Soto zbadała tysiące kilometrów kwadratowych terenów dzisiejszych stanów Floryda, Georgia, Karolina Południowa, Alabama, Missisipi, Arkansas, Oklahoma, Luizjana i Teksas. Najpierw wyprawa udała się na północ. Po przekroczeniu Appalachów wyprawa zwróciła się na zachód docierając do Missisipi w okolicy dzisiejszego miasta Memphis. Następnie udała się w górę rzeki Arkansas. Oficjalnie celem wyprawy była kolonizacja Ameryki i uczynienie z niej kolonii hiszpańskiej. Wyprawa bezskutecznie poszukiwała złota i bogatych cywilizacji podobnych do meksykańskich i południowoamerykańskich. Zamiast tego konkwistadorzy nawiązali, na ogół wrogie, kontakty z licznymi plemionami indiańskimi takimi jak Czirokezi, Seminole, Krikowie, ludy Appalachów i Czoktawowie.
- 21 maja 1542 – trudy wyprawy osłabiły siły de Soto. Zmarł na żółtą febrę. Reszta podróżników pod dowództwem Luisa de Moscoso próbowała przedostać się przez nadmorskie niziny do Meksyku, ostatecznie jednak powrócono do Missisipi i dopiero płynąc z jej biegiem odnaleziono wybrzeże. Niedobitki wyprawy dotarły morzem do celu w roku 1543.